# شيرو كيكوهارا
شيرو كيكوهارا (باليابانية: 菊原 志郎) (7 يوليو 1969 في كاناغاوا في اليابان – )؛ هو لاعب كرة قدم ياباني سابق كان يلعب كلاعب وسط. سبق له أن لعب مع منتخب اليابان.

## وصلات خارجية
- شيرو كيكوهارا على موقع رابطة كرة القدم اليابانية للمحترفين (اليابانية)
- شيرو كيكوهارا على موقع قاعدة بيانات كرة القدم.إي يو (الإنجليزية)
- شيرو كيكوهارا على موقع ناشيونال فوتبول تيمز (الإنجليزية)
- شيرو كيكوهارا على موقع عالم كرة القدم.نت (الإنجليزية)

- National Football Teams
- Japan National Football Team Database